# Fjodor Sologoeb

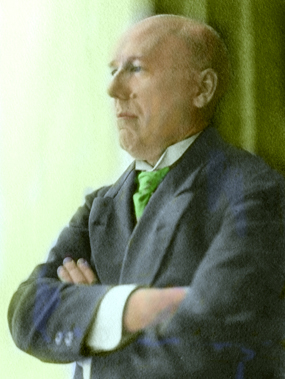
Fjodor Sologoeb (1913)

Fjodor Sologoeb (Russisch: Фёдор Сологуб) (Sint-Petersburg, 1 maart 1863 – Leningrad, 5 december 1927) was het pseudoniem van de Russische symbolistische schrijver en dichter Fjodor Koezmitsj Teternikov (Russisch: Фёдор Кузьми́ч Тете́рников).

## Leven en werk

### Jeugd
Fjodor wordt geboren in een arm milieu. Zijn vader is een voormalig lijfeigene die zich na de afschaffing van het lijfeigenschap in Sint-Petersburg heeft gevestigd als kleermaker, zijn moeder is een boerin. In 1867 sterft vader Teternikov. Om haar kinderen te kunnen onderhouden treedt Fjodors moeder als dienstbode in dienst van de familie Agapov. De twee families kenden elkaar al geruime tijd. Zo komt het gezin in contact met de hogere kringen van Sint-Petersburg en kunnen de kinderen proeven van het culturele leven. Het hele huishouden ademt cultuur en al op jeugdige leeftijd komt de kleine Fjodor in contact met boeken als Robinson Crusoe, King Lear en vooral Don Quichot. In het bijzonder dit laatste werk laat op de jonge Sologoeb een diepe indruk na waarvan zijn eigen literaire werk later zal getuigen.
Van 1871 tot 1875 geniet hij onderwijs op de lagere school van de Heilige Nikolaj. De leerlingen worden er slecht behandeld, de leraren verstaan hun vak niet en staan soms zelfs aangeschoten voor de klas. Omdat hij altijd zo goed gekleed is, goed studeert en weigert deel te nemen aan de gewelddadige spelletjes van zijn leeftijdsgenoten haalt hij zich de naam van meisje op de hals, een element uit zijn leven dat men later duidelijk terug kan vinden in zijn roman Melki Bes (De kleine duivel).
Van 1875 tot 1878 volgt Sologoeb les aan het Rozjdestvogymnasium. De leerlingen worden hier in hun leergierigheid aangemoedigd. Na deze opleiding is Sologoeb vastbesloten in het onderwijs te stappen en neemt hij deel aan het ingangsexamen van het instituut van de Heilige Hilarion in Sint-Petersburg. Samen met zijn vriend slaagt hij voor dit examen en komt hij als vijftienjarige terecht tussen veel oudere personen met baarden en snorren, sommigen waren zelfs al getrouwd. Van 1879 tot 1882 krijgt Sologoeb hier degelijk onderwijs in de meest uiteenlopende vakken.

### Vroeg werk
Gedurende zijn leraaropleiding begint Sologoeb een roman te schrijven die echter onafgewerkt zal blijven. Hierin beschrijft hij drie generaties van een familie van 1830 tot 1875. Ook schrijft hij een theoretisch essay over de vorm van de roman in het algemeen. Hij is zich nu reeds bewust van zijn eigen genie en hij voelt zich uitverkoren. In juni 1882 studeert hij af en krijgt hij een betrekking in Kresttsy, een klein stadje in de provincie Novgorod. Hier verblijft hij samen met zijn moeder en zuster drie jaar. Hij verdient goed, zeker in vergelijking met de rest van de bevolking. In deze periode begint hij zijn gedichten te publiceren in diverse kleine tijdschriften, evenwel zonder al te veel succes.
In 1885 wordt hij overgeplaatst naar Velikije Loeki in de provincie Pskov. Het is in deze stad dat hij stof vindt voor zijn latere roman Melki Bes. Men is er in deze stad enkel op uit meisjes te laten trouwen met welgestelde burgers en alcoholisme tiert er welig: motieven die duidelijk terug te vinden zijn in de roman. De personages uit het boek waren zelfs gebaseerd op werkelijk bestaande personen. Zijn werk hier gaat hem zeer ter harte maar hij heeft geregeld meningsverschillen met zijn oversten.
In 1889 volgt weer een overplaatsing, dit keer naar Vytegra, vlak bij het Onegameer. Hier houdt hij zich bezig met het vertalen van werk van de Franse dichter Paul Verlaine naar het Russisch en schrijft hij vele gedichten.
In 1891 vergezelt hij zijn zuster Olga, die zich voor een medische opleiding heeft ingeschreven, naar Sint-Petersburg. Hij ontmoet de dichter Minski, een ontmoeting die een grote ommekeer betekent in het leven van Sologoeb. Het is namelijk deze dichter die hem introduceert in de Petersburgse literaire kringen.

### Terugkeer in Sint-Petersburg
In 1892 vestigt Sologoeb zich ten slotte definitief in Sint-Petersburg, na tien jaar dienst in de provincie. Hij maakt er onder andere kennis met Dmitri Merezjkovski en diens vrouw Zinaida Hippius. Hij begint mee te werken aan het tijdschrift Severnyj Vestnik, het symbolistische tijdschrift bij uitstek. Een eerste gedicht van Fjodor Teternikov verschijnt in het tweede nummer van 1892 en andere volgen in 1893. In 1892 vangt hij zijn beroemdste werk Melki bes aan, pas tien jaar later, in 1902, zal hij dit werk voltooien. In 1894 krijgt Fjodor van de redactie van Severnyj Vestnik zijn pseudoniem waaronder hij zijn grootste successen zou schrijven. Volgens Minski kan hij met een naam als Teternikov niet in het openbaar optreden en hij stelt de inderhaast verzonnen naam Sologoeb voor.
In de periode dat Sologoeb meewerkt aan Severnyj Vestnik en Novosti schrijft hij artikels en opmerkingen in verband met het onderwijs, het sociale en mondaine leven, over kunst en internationaal recht. Ook schrijft hij kritieken over pedagogische en historische werken, alsook over werken over occulte wetenschappen, geografie, mineralogie, wiskunde, grammatica en literatuur.
Het grote genie van Sologoeb wordt ontdekt met het verschijnen van de novelle Teni (Schaduwen). De nadruk in dit verhaal ligt op de psychologische diepgang: een jongen wordt helemaal in beslag genomen door het feit dat alles een schaduw heeft. Niets anders kan hem nog boeien. Zijn moeder probeert hem te helpen maar komt tot het besluit dat het leven nutteloos is.
1895 wordt beschouwd als geboortejaar van het Russisch symbolisme, het jaar waarin de Zilveren periode van de Russische literatuur ingewijd wordt, een neoromantische periode. Het positivisme van de 19e eeuw leidde tot een aversie tegen het feit dat de wetenschap voor alle problemen een oplossing kon vinden. Men richt zich naar bovenaardse, onverklaarbare dingen.
In 1896 verschijnt een bundel gedichten en verhalen onder de naam Teni alsook zijn roman Tjazjolye Sny (Zware dromen). Sologoeb woont nu samen met zijn zuster Olga, met wie hij gedurende heel zijn leven een zeer sterke band had. Iedere zaterdag ontvangt hij verschillende letterkundigen in hun appartement. In 1899 houdt Severnyj Vestnik op te verschijnen en bereikt Sologoeb de top van zijn carrière als leraar: hij wordt rector van het Sint-Andreascollege. Hij verhuist ook naar dit college en blijft hier tot 1907 wonen.
In november 1898 wordt het nieuwe tijdschrift Mir Iskoesstva (De wereld der kunst) opgericht. Het is tsaar Nicolaas II zelf die het tijdschrift een tijd lang subsidieert maar wanneer de Russisch-Japanse Oorlog uitbreekt, schort hij zijn financiële steun op. Sologoeb werkt in beperkte mate mee.
Aan het begin van de 20e eeuw had Sologoeb nog geen echte bekendheid verworven, ondanks al zijn verhalen en gedichten.
In 1904 verschijnt zijn Zjalo smerti (De angel van de dood), een verhalenbundel die voornamelijk psychologische beschrijvingen van kinderen bevat. Het titelverhaal is het verschrikkelijke relaas van twee jongens die samen zelfmoord plegen door zich te verdrinken. Sologoeb weet als geen ander de psychische processen te beschrijven die aan de zelfmoord voorafgaan. Het publiek wordt als het ware meegesleurd in de draaikolk van pessimisme. De zucht naar de dood, de dood als uiteindelijke verlossing van het leven, een thema dat we
door het hele oeuvre van Sologoeb aantreffen, wordt in dit verhaal zeer treffend weergegeven.

### Doorbraak
In 1905 verschijnt zijn bekendste roman, Melki bes. Reeds in 1902 had hij het werk voltooid, maar tijdschriften weigerden het te publiceren omdat het te bijtend en te vreemd was. Uiteindelijk blijkt het tijdschrift Voprosy zjizni (Levensvragen) bereid de roman te plaatsen. Het tijdschrift wordt echter aan het einde van 1905 opgedoekt en een aantal afleveringen van de roman blijft ongepubliceerd.
Sologoeb steunt met zijn gedichten de eerste Russische Revolutie die in 1905 losbarst. In september 1905 ontmoet Sologoeb zijn latere echtgenote, Anastasija Tsjebotarevskaja. In 1906 vergezelt Sologoeb zijn zuster op een kuur in de provincie Oefa, maar ze is zeer zwaar ziek en haar tuberculose verbetert niet. Het jaar daarop, op 28 juni 1907 sterft zij. Sologoeb keert terug naar Petersburg.
In 1907 wordt zijn roman Melki bes uiteindelijk in zijn geheel uitgegeven en direct haalt hij hoge verkoopcijfers. Reeds in 1909 zijn er vijf drukken verschenen en wordt de roman bewerkt tot een toneelstuk.
In 1908 trouwt hij met Anastasija. Het jaar daarop verlaat Sologoeb Rusland voor de eerste keer in zijn leven om een reis door Europa te maken. Hij bezoekt Duitsland, Oostenrijk, Italië, Zwitserland, Frankrijk en Spanje. Wat hem het meeste opvalt zijn de stoelen in de kerken en de religieuze stilte die er overal heerst. In Rusland moet men er een eeuwigheid recht staan en heeft men er geen enkel probleem mee een beetje aan het roddelen te slaan.
Van de ene dag op de andere is Sologoeb een bekende persoonlijkheid geworden, zijn mening werpt heel wat gewicht in de schaal. Sologoeb organiseert nu avondjes waar kritiek gegeven wordt op bankiers, uitgevers, regisseurs en industriëlen. Er worden ook bals gegeven, al dan
niet gemaskerd. Het motief van het gemaskerd bal vinden we ook terug in Melki bes. Sologoeb en zijn vrouw Anastasija betrekken nu een particulier hotel vlak bij de Nevski Prospekt.
Zoals dikwijls gaat de bekendheid ook gepaard met afgunst. Zo schreef Maksim Gorki in die tijd een satirisch geschrift over een zekere Zakivakin, een bescheiden en verlegen bediende, die aankondigingen in verzen schrijft en die zijn betrekking verliest. Diep teleurgesteld dwaalt hij door de straten rond tot een uithangbord ‘De oogst van de dood’ zijn aandacht trekt. Hij gaat binnen en vindt er de redactie van een tijdschrift. Zijn verzen vallen wel in de smaak van de uitgever en worden gepubliceerd. Hij moet dan wel een pseudoniem aannemen om beter in
de smaak te vallen bij het grote publiek. Al snel wordt hij beroemd en trouwt hij met een jong meisje met moderne ideeën, die hem aanspoort tot schrijven en haar charmes aanwendt om de literaire kritiek te vermurwen en zelf ook artikels schrijft over het werk van haar man...
Wanneer Sologoeb dit leest, ziet hij in de talrijke details een directe aanval tegen zijn vrouw. Verontwaardigd schrijft hij een brief naar Gorki die daarop neerbuigend schrijft dat Sologoebs aantijgingen op niets berusten en dat hij er zich zelfs door aangevallen voelt. Op het toppunt van zijn populariteit blijft Sologoeb dezelfde kalme, bescheiden en vriendelijke man. Zijn invloed en roem brengen hem het hoofd niet op hol.
In de periode 1912-1913 doorkruist hij Rusland voor de conferentie Iskoesstvo nasjich dnej (Kunst van tegenwoordig). In 1914 realiseert hij met zijn vrouw het project dat reeds lang in zijn hoofd spookte: een tijdschrift uitgeven dat enkel schrijft over de zaken die hen
interesseren. Tevens verschijnt zijn Tvorimaja Legenda (Geschapen legende), een romantrilogie waarin hij het land utopische Ojle beschrijft. In hetzelfde jaar wordt een avondje georganiseerd door bewonderaars van de schrijver om waardig zijn intrede in de literaire wereld in 1884 te herdenken.

### Na de revolutie
De Eerste Wereldoorlog barst los en er komt een einde aan het tsaristisch regime. Maksim Gorki neemt het voortouw bij het scheppen van een nieuwe kunst ter ere van ‘de helden van de vrijheid’. De verhouding tussen de kunst en de realiteit van het leven komt centraal te staan. Sologoeb keert zich tegen de utilitaristische kunst die het marxisme ophemelt.
Het volk wordt in categorieën verdeeld aan de hand waarvan levensmiddelen verstrekt worden. De arbeiders behoren tot de eerste categorie, de ambtenaren tot de tweede categorie. De derde categorie is die van de intellectuelen en de vierde categorie is die van de bourgeoisie. De derde categorie krijgt honderd gram brood per dag. De intellectuelen worden dus in de rol van paria gedwongen, ook al door de verplichte arbeid. Zo
moeten zij straten vegen, sneeuw ruimen en vele andere dingen. Ook Sologoeb ontsnapt niet aan de verschrikkelijke levensomstandigheden.
Schrijvers houden zich in deze periode vooral bezig met het vertalen van buitenlandse meesterwerken naar het Russisch omdat het publiceren van eigen werk als subversief beschouwd kon worden. Er rest voor velen maar één mogelijkheid: emigreren naar het buitenland. Sologoeb en zijn vrouw trachten vele jaren tevergeefs toestemming te krijgen het land te verlaten.
In 1921 kan Sologoeb onder meer Fimiamy (Wierook) publiceren en daarmee verbetert ook hun belabberde economische situatie enigszins. In de zomer krijgen ze eindelijk toestemming de Sovjet-Unie te verlaten, maar het is al te laat: Anastasija wordt ziek. Bovendien verneemt zij de dood van Blok en de executie van Goemiljov. In haar verbeelding ziet zij reeds haar man als derde dichter het slachtoffer worden van het regime.
Op 23 september 1921 begeeft Sologoeb zich op pad om geneesmiddelen voor zijn vrouw te vinden. Gemakkelijk was dat in die tijd allerminst: eerst moest men een stempel bekomen op het «Commissariaat van het toezicht op de volksgezondheid», waar men al snel een halve dag in de rij moest staan, vervolgens moest lang gewacht worden bij de enige geopende apotheek. Anastasija wordt ongerust wanneer haar man maar niet naar huis
terugkeert en is bang dat hij aangehouden is. 's Nachts begeeft zij zich naar de Toetsjkov-brug over een zijarm van de Neva en stort zich in het ijskoude water. Tragisch is ook het feit dat haar lichaam pas na maanden gevonden wordt, als de rivier is ontdooid. Om in de nabijheid van zijn
geliefde te blijven besluit Sologoeb in Rusland te blijven. Anastasija wordt op 5 mei begraven op het Smolensk-kerkhof.
Om het leven zonder zijn vrouw te kunnen verdragen sluit hij zich aan bij allerlei verenigingen. Hij wordt onder meer voorzitter van de Leningradse schrijversbond, een functie die hij tot zijn dood zal bekleden. Sologoeb ondervindt steeds meer last van zijn astma en brengt de zomer door in Tsarskoje Selo, niet zozeer om er uit te rusten maar om er te genieten van de natuur en om er het water, de lucht en de bomen te bewonderen.
In de zomer van 1927 verslechtert Sologoebs gezondheidstoestand ernstig. Op 5 december 1927 overlijdt hij aan de gevolgen van uremie. Hoewel hij gedurende heel zijn leven blijkbaar met verlangen naar de dood had uitgekeken, vraagt hij zich op zijn sterfbed af of hij werkelijk moet sterven. Hij meent dat hij juist op dit ogenblik het leven begint te begrijpen. Hij wordt naast zijn vrouw begraven.
- Bibsys: 90093219
- Biblioteca Nacional de España: XX1126033
- Bibliothèque nationale de France: cb11925117g (data)
- CiNii: DA02565327
- Digitale Bibliotheek voor de Nederlandse Letteren: solo002
- Gemeinsame Normdatei: 118615378
- International Standard Name Identifier: 0000 0001 0892 6578
- Library of Congress Control Number: n79142566
- Nationale Bibliotheek van Letland: 000052608
- MusicBrainz: 007112ca-ec21-452d-b826-f561d5e1d2b1
- Bibliotheek van het Japanse parlement: 00711043
- Nationale Bibliotheek van Tsjechië: jn19981002145
- Nationale bibliotheek van Australië: 35544282
- Nationale Bibliotheek van Israël: 987007268091805171
- Nationale en Universitaire bibliotheek Zagreb: 000018030
- Nederlandse Thesaurus van Auteursnamen: 070190828
- Réseau des bibliothèques de Suisse occidentale: 02-A000153715
- Istituto Centrale per il Catalogo Unico: RAVV062281
- LIBRIS: 213474
- SNAC: w6323k4d
- Système universitaire de documentation: 027143155
- Trove: 990636
- Virtual International Authority File: 44305652
- WorldCat: E39PBJmdqWFfykjP3M9QJtcgKd